# Bosbüll
Bosbüll település Németországban, Schleswig-Holstein tartományban. Lakosainak száma 269 fő (2023. december 31.).

## Népesség
A település népességének változása:
| Lakosok száma | 191  | 200  | 222  | 239  | 238  | 251  | 269  |
|               | 1975 | 2014 | 2017 | 2019 | 2021 | 2022 | 2023 |